# Termitowithius kistneri
Termitowithius kistneri är en spindeldjursart som beskrevs av William B. Muchmore 1990. Termitowithius kistneri ingår i släktet Termitowithius och familjen Withiidae. Inga underarter finns listade i Catalogue of Life.